# Pandroseion
Het Pandroseion of Pandrosium was een heiligdom op de Akropolis in het oude Athene. Het was een ommuurd rechthoekig domein direct aan de westkant van het Erechtheion. Aan de noord- en westkant stond een L-vormige stoa met Ionische zuilen en een marmeren vloer, die waarschijnlijk ca. 465 werd gebouwd. Het was toen echter al vele eeuwen een cultusplaats.
Op de temenos (heilig domein) bevonden zich een aantal objecten die tot het voornaamste erfgoed van de Atheners behoorden: het graf van Kekrops, de stichter van Athene, een kleine tempel voor zijn dochter Pandrosos, de heilige olijfboom die daar ooit door Athena was geplant tijdens de wedstrijd met Poseidon om de macht over Athene, en ten slotte een altaar voor Zeus Herkeios.
Het heiligdom wordt onder andere genoemd door Pausanias (‘tempel van Pandrosos’, I,27,2) en Apollodorus (‘Pandroseion’, III,14,1). Herodotus (VIII,55) vertelt dat er twee dagen na de verwoesting van de Akropolis door de Perzen (480 v.Chr.) al een nieuwe tak aan de stronk van de olijfboom was ontsproten. Tegenwoordig staat er weer een olijfboom op de plaats van de oude boom.

## Referentie
- Kronoskaf, art. ‘Pandroseion’